# Dateimanager
Ein Dateimanager (englisch File Manager) ist ein Computerprogramm zum Verwalten von Inhalten auf Dateisystemen, die sich auf unterschiedlichen Speichermedien befinden können. Neben der übersichtlichen Darstellung in Form einer (oft grafischen) Benutzerschnittstelle zählen das Auflisten, das Umbenennen und Verschieben, das Kopieren und das Löschen von Dateien und Verzeichnissen zu den Grundfunktionen. Gängig ist auch die Möglichkeit zur Bearbeitung von Metadaten unterstützter Dateisysteme wie beispielsweise Dateiattribute, Dateiberechtigungen und Verknüpfung.

## Geschichte
Anders als im Server-Umfeld, in dem teils heute noch textbasierte Shells vorzufinden sind, entstand auf Personal Computern schon früh eine grafische Bedienoberfläche (englisch graphical user interface, kurz „GUI“), in der die Aufgabe des Dateimanagements ein spezielles Programm übernahm: der Dateimanager. Anfang der 1980er Jahre findet man einfache Dateimanager beim Xerox Star oder bei der Apple Lisa. Weil diese Systeme für damalige Verhältnisse teuer waren, setzten sie sich nicht durch. Erst Mitte der 1990er Jahre findet sich der Dateimanager als Teil des Standardrepertoires fast aller Desktop-Betriebssysteme. Bis dahin gab es einige meist textbasierte Dateimanager für die meistverbreiteten Betriebssysteme, etwa den Norton Commander unter DOS.
In aktuellen verbreiteten Betriebssystemen ist meist ein Dateimanager enthalten. Auch gibt es eine Vielzahl an Dateimanagern von Drittanbietern für alle gängigen Betriebssysteme, die dem enthaltenen Dateimanager meist in einigen Punkten überlegen sind.
Außer auf PCs findet man sie jedoch auch auf PDAs, eingebetteten Systemen (wie Routern oder Firewalls), Satellitenreceivern und Smartphones, obwohl sie auf vielen dieser Systeme meist nachinstalliert werden müssen. Der Grund hierfür ist einerseits die Computer-Sicherheit, andererseits wünscht der Hersteller eines solchen Geräts oft nicht, dass ein Anwender direkt am Dateisystem arbeitet.

## Funktionen

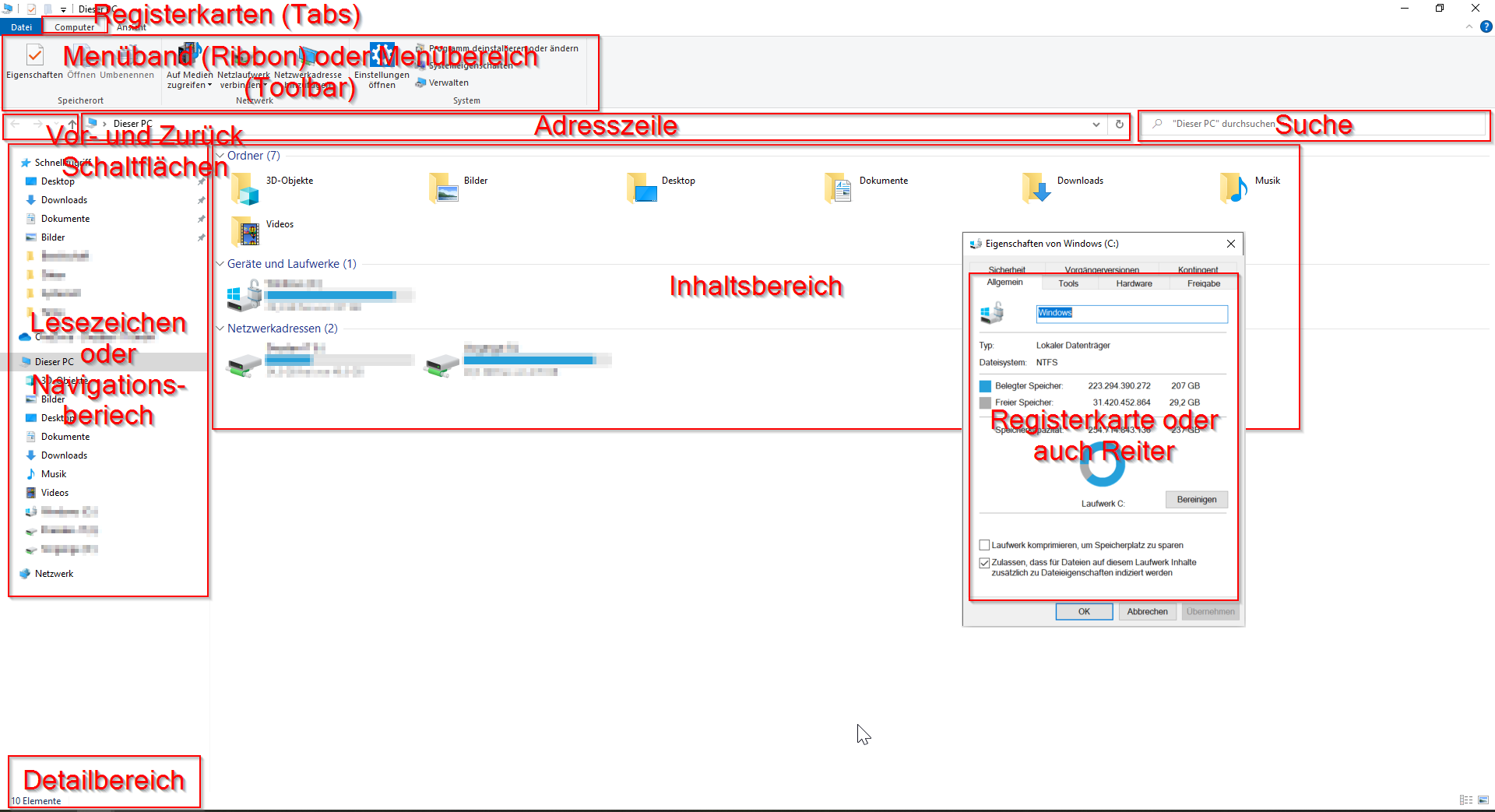
Beispielhafter Dateimanager Windows 10 mit Beschreibung der Elemente

Zu den möglichen Funktionen eines grafischen Dateimanagers gehören eine Registernavigation, das Kopieren und Verschieben von Dateien durch Drag and Drop und Kopieren oder Ausschneiden und Einfügen.
Während einer Dateiübertragung könnten Statistiken angezeigt werden wie die gesamte und verbleibende Anzahl an Dateien und Datenmenge, Fortschritt in Prozent, Fortschrittsbalken, und Übertragungsgeschwindigkeit als Zahl und/oder Liniendiagramm. Die Datenübertragung könnte sich pausieren lassen, um anderen Anwendungen kurzzeitig die höchstmögliche sequentielle Lesegeschwindigkeit zu ermöglichen, ohne den Übertragungsvorgang abzubrechen.

## Konzepte
Es gibt mehrere (Darstellungs-)Konzepte von Dateimanagern, die unterschiedliche Metaphern für ihre Darstellung verwenden. Einige Programme unterstützen auch mehrere Konzepte:
- Navigatorische Dateimanager stellen die Inhalte eines beliebigen Verzeichnisses umschaltbar in einem Fenster dar, wobei noch eine Übersicht der Verzeichnisstruktur und ihrer Dateiinhalte, wie beispielsweise eine Baumansicht neben der Verzeichnisansicht, möglich ist. Bekannte Beispiele sind der Windows-Explorer und Nautilus.

- Dateimanager mit zweispaltiger Ansicht (englisch orthodox file manager[3]) stellen die Inhalte zweier Verzeichnisse gegenüber dar. Der Norton Commander gilt als bekanntester Vertreter der zweispaltigen Ansicht.

- Beim räumlichen Konzept (englisch spatial) wird für jeden geöffneten Ordner ein neues Fenster erzeugt, was als Entsprechung zum Umgang mit physischen Objekten wirken soll. Dabei ist ein einzelnes Fenster fest einem bestimmten Verzeichnis zugeordnet und umgekehrt.

- NeXTSteps Workspace Manager und der Finder von macOS sowie einige weitere Dateimanager wie ranger oder One Commander[4] verwenden mit den Miller-Spalten eine Darstellung, in der die Ordnerstruktur horizontal statt vertikal angezeigt wird.